# Districte de San Luis (Lima)
San Luis és un districte de la província de Lima al Perú. És part de ciutat de Lima. Oficialment establert com a districte el 30 de maig de 1968, l'actual alcalde de San Luis és Fernando Javier Durand Mejía.

## Geografia
El districte té una superfície de 3,49 km². El seu centre administratiu està situat 175 metres sobre el nivell del mar.

### Límits
- Cap al nord: El Agustino
- A l'est: Ate
- Cap al sud: San Borja
- Cap a l'oest: La Victoria

## Demografia
Segons el cens del 2005, del INEI, el districte té 46.258 habitants, una densitat de població de 13.254,4 persones/km².